# Финарфин
Финарфин, лик из књига Џ. Р. Р. Толкина, је најмлађи Финвеов син из његовог другог брака са Индис, рођен 4730. године дрвећа. Његов полубрат је Феанор, а рођени брат му је Финголфин имао је и две рођене сесетре Финдис и Ириме. Оженио је Еарвен, принцезу Телара, са којом је имао четворо деце Финрода, Ангрода, Аегнора и Галадријелу. Ородрет се као Финарфинов син појављује само у Силмарилиону, док је у каснијим Толкиновим делима јасно да је Ангродов син. 
За Финарфина је речено да је био најправеднији и најмудрији Финвеов син. Као и остали Финвеови синови и Финарфин је основао своју кућу. За разлику од осталих Нолдора Финарфин и његови наследници су имали златну косу, коју је наследио од своје мајке која је била ванјарска вилењакиња, тако да је његова кућа понекад називана “Златна кућа Финарфина”.
Након смрти свог оца, Финарфин заједно са својом браћом креће за Средњу земљу, али се вратио када је Мандос објавио Пропаст Нолдора. Финарфин постаје краљ Нолдора који су остали и вероватно још увек влада са Тириона на Туни. 